# هانا كوهن
هانا كوهن (بالإنجليزية: Hannah Cohen)‏ هي مغنية مؤلفة وملحنة أمريكية، ولدت في 25 أكتوبر 1986 في سان فرانسيسكو في الولايات المتحدة.

## وصلات خارجية
- هانا كوهن على موقع IMDb (الإنجليزية)
- هانا كوهن على موقع ميوزك برينز (الإنجليزية)
- هانا كوهن على موقع أول ميوزيك (الإنجليزية)
- هانا كوهن على موقع ديسكوغز (الإنجليزية)